# Vlag van Ethiopië

Vlag van Ethiopië (ratio 1:2)

De huidige vlag van Ethiopië (Ge'ez: የኢትዮጵያ ሰንደቅ ዓላማ) werd aangenomen op 6 februari 1996 (huidig, gewijzigd 16 mei 2009) en verving toen de oude vlag met dezelfde kleuren, maar dan zonder de blauwe schijf en het embleem. Veel inwoners erkennen het symbool niet. De basis van de driekleur werd al in de 19e eeuw gebruikt en is de oorsprong van de Pan-Afrikaanse kleuren.
De officiële symboliek van de kleuren is: groen staat voor de vruchtbaarheid van de grond van het land, geel voor liefde voor het moederland, en rood voor kracht en herinnert aan het bloed dat werd vergoten in de strijd tegen de onderdrukkers. In het Keizerrijk hadden de kleuren de volgende betekenis: groen was het symbool van het land, geel stond voor de kerk, vrede en natuurlijke rijkdom, en rood was de kleur van de kracht en het bloed van de patriotten. Het embleem in het midden van de vlag toont een stralend pentagram met "stralen" van gelijke lengte. Dit symboliseert de gelijkheid van alle etnische groepen, geslacht en geloof. De stralen symboliseren een mooie toekomst voor Ethiopië, terwijl de blauwe achtergrond staat voor vrede en democratie.

## Historische vlaggen

De civiele vlag van Ethiopië totdat hij in 2009 door de regerende coalitie EPRDF verboden werd. Ook gebruikt door de diaspora bij gemeenschapsevenementen, door sommige oppositiegroepen van de regering, tijdens Ethiopisch-orthodoxe christelijke feestdagen,en door overgangsregeringen. Het was ook de vlag van het Keizerrijk Ethiopië

De vlag heeft meer dan duizend jaar geschiedenis achter zich. Zij staat aan de basis van de Pan-Afrikaanse kleuren. De vlag is waarschijnlijk gemaakt door drie afzonderlijke wimpels te combineren in de kleuren groen, geel en rood, die populair zijn in Ethiopië, en werd voor het eerst geïntroduceerd op 6 oktober 1897. Deze vlag toont de nationale kleuren, met daarop de Leeuw van Juda, daarmee verwijzende naar de vermeende afstamming van de dynastie, namelijk van Koning Salomo. Deze vlag blijft buitengewoon populair bij de Rastafaribeweging en mensen die loyaal zijn aan de oude keizerlijke dynastie. Tussen 1936 en 1941 werd Ethiopië bezet door Italië en in mei 1941 werd de Ethiopische vlag weer in gebruik genomen. Tijdens de Italiaanse bezetting werd deze vlag de vrijheidsvlag.
Na de val van Haile Selassie werden het kruis en de tiara van de vlag verwijderd; de leeuw droeg in plaats van het kruis een speer.
Ten tijde van de heerschappij van de Dergue (Provisorische Militaire Bestuurlijke Raad), en nadien gedurende de Democratische Volksrepubliek Ethiopië, moest de leeuw plaatsmaken voor de emblemen van de respectievelijke regimes.
Toen de teloorgang van het communisme ook in Ethiopië tot een wisseling van de macht leidde, werd het embleem verwijderd en werd de vlag "kaal". 
In 1996 werd opnieuw een embleem aan de vlag toegevoegd, zij het dat, zoals vermeld, dit door velen niet wordt erkend. Hoewel de overheid sinds 1974 een aantal verschillende emblemen gebruikte, werden vlaggen met emblemen buiten de overheid zelden in het openbaar gebruikt. Het basis kleurschema is constant gebleven.
De ster is geel op een blauwe schijf die de groene en rode strepen overlapt. De ster getuigt van de mooie toekomst van Ethiopië, terwijl de gele stralen die de ster uitstraalt op gelijke afstand van elkaar staan en staan voor de gelijkheid van alle Ethiopiërs, ongeacht ras, geloof of geslacht. De afgelopen jaren heeft de regering van Ethiopië zich bewust ingespannen om de vlag met het embleem, die veel minder werd gezien dan de gewone driekleur, vaker te gebruiken. Aangezien de gewone driekleur veel vaker werd gebruikt en gezien dan de vlag van de Derg of de vlag van de Leeuw van Juda, werd dit als ongebruikelijk beschouwd.
In 2009 nam het parlement van Ethiopië Proclamatie 654/2009 (de federale vlagproclamatie) aan, die onder andere verbood "de vlag te gebruiken zonder het embleem", evenals "de vlag te beschadigen door er tekens, symbolen, emblemen of afbeeldingen op aan te brengen", of "de vlag te maken of te gebruiken zonder de juiste volgorde van de kleuren en afmetingen of het embleem." Terwijl de meeste overtredingen werden bestraft met een boete van "3000 birr of strenge gevangenisstraf tot een jaar", kreeg de eerste overtreding, het verplichten van het gebruik van het embleem, een verhoogde straf van "5000 birr of strenge gevangenisstraf tot een jaar en zes maanden." Dit verving de Vlagproclamatie van 1996, die geen melding maakte van overtredingen of straffen.
| Vexillologisch symbool voor een buiten gebruik gestelde vlag | Vexillologisch symbool voor een buiten gebruik gestelde vlag                                                                                  | Vexillologisch symbool voor een buiten gebruik gestelde vlag | Vexillologisch symbool voor een buiten gebruik gestelde vlag |
| Vexillologisch symbool voor een buiten gebruik gestelde vlag | Vexillologisch symbool voor een buiten gebruik gestelde vlag · Vexillologisch symbool voor een vlag zoals die in de praktijk wordt uitgevoerd | Vexillologisch symbool voor een buiten gebruik gestelde vlag | Vexillologisch symbool voor een buiten gebruik gestelde vlag |